# Estoy Aquí
"Estoy Aquí" je pjesma kolumbijske pjevačice Shakire. Pjesma je objavljena 29. prosinca 1995. godine kao singl s njenog albuma Pies Descalzos. Na svojoj turneji "Oral Fixation Tour" izvela je pjesmu kao prvu. Snimljena je i portugalska verzija pjesme pod nazivom "Estou Aqui".

## Uspjeh pjesme
"Estoy Aquí" je prva Shakirina pjesma koja se plasirala na top ljestvicama. Pjesma se plasirala na drugoj poziciji ljestvice Hot Latin Songs i prvoj poziciji ljestvice Latin Pop Airplay.

## Videospot
Za pjesmu "Estoy Aquí" snimljena su dva spota. Prvi je snimljen pod redateljskom palicom Simona Branda i objavljen je u Latinskoj Americi. Spot prikazuje Shakiru kako sjedi na stolici i svira gitaru.
Drugi je snimljen pod redateljskom palicom Christopha Gstaldera i objavljen je u Europi. Spot prikazuje Shakiru kako sjedi i njenu kuću.

## Ljestvice
| Ljestvice (1996.)     | Najviša pozicija |
| --------------------- | ---------------- |
| SAD Hot Latin Songs   | 2                |
| SAD Latin Pop Airplay | 1                |